# 18953 Laurensmith
18953 Laurensmith este un asteroid din centura principală de asteroizi.

## Descriere
18953 Laurensmith este un asteroid din centura principală de asteroizi. A fost descoperit pe 24 august 2000 la Socorro, New Mexico, în cadrul proiectului LINEAR. Asteroidul prezintă o orbită caracterizată de o semiaxă mare de 2,71 ua, o excentricitate de 0,09 și o înclinație de 2,4° în raport cu ecliptica.